# Nike+iPod
Nike+iPod sportovní sada je zařízení, které měří a zaznamenává vzdálenost a tempo chůze nebo běhu. Nike+iPod se skládá z malého akcelerometru daného či zabudovaného do boty, která komunikuje s Nike+ náramkem s přijímačem připojeným do iPodu Nano, nebo přímo s 2, 3 nebo 4 generací iPodu Touch, iPhone 3GS, iPhone 4 nebo iPhone 4S nebo s Nike+ hodinkami. V případě použití iPodu nebo iPhone 3GS, iPhone 4 nebo iPhone 4S, software iTunes může být použit pro zobrazení chodecké či běžecké historie.
7. září 2010, Nike vydal Nike+ GPS aplikaci, která využívá sledovací engine od MotionX, který nevyžaduje separátní senzor do bot. Aplikace funguje díky zabudovanému akcelerometru a GPS v telefonech iPhone 3GS, iPhone 4 a iPhone 4S. Aplikace je k zakoupení v App Store za 1,59 € / ~40Kč.

## Přehled
Senzor a iPod sada byly uvedeny 20. dubna 2006. Sada je schopná uchovávat informace jako uběhnutý čas cvičení, vzdálenost, tempo či spálené kalorie a zobrazit je na displayi či vysílat je do sluchátek skrze iPod.
Senzer a Sportovní Náramek byly uvedeny v dubnu 2008. Sada umožňuje uchovávat informace bez iPodu Nano. Náramek se skládá z dvou částí: gumového náramku, který je okolo zápěstí a přijímače, který se podobá USB klíči. Přijímač zobrazuje informace podobně jako tomu je na iPodu. Po dokončení cvičení může být přijímač připojen přímo do USB portu a software nahraje informace o cvičení na Nike+ webové stránky.
V srpnu 2008 služba "Nike+ iPod for the Gym" byla spuštěna, umožňujíc uživatelům záznam jejich kardio cvičení přímo do jejich iPodů. Žádná sportovní sada, či senzor do bot není vyžadován; jediné co je potřeba je kompatibilní iPod (1–6 generace iPod Nano nebo 2/3 generace iPod Touch) a kompatibilní cvičící stroje.

## Sportovní Sada
Sportovní Sada může být použita ke sledování běhů. Běhy lze odstartovat zapojením přijímače do iPodu a navigací v menu iPodu. Uživatel si zvolí cíl běhu, což může být určitá vzdálenost, spálení určitého počtu kalorií nebo uběhnutí daného času. Běh může být také započat bez daného cíle. Při startu běhu, přijímač vyhledá akcelerometr tím, že vyzve uživatele k projití se okolo. Poté stačí zmáčknout červené tlačítko a běh je zahájen.
Během cvičení jsou také poskytování informace o běhu pomocí zvuku. Uživatel si může zvolit mezi ženským a mužským hlasem. Podle typu cvičení jsou pak podávány hlasové informace. U cvičení s daným cílem jsou informace podávány při dosažení mezníku. Například při běhu na vzdálenost hlasové informace bude při uběhnutí každého kilometru či míle oznamovat, kolikátý kilometr či míle byla uběhnuta, či po dosažení půlky požadované vzdálenosti.
Tlačítko pauzy na iPodu pozastaví jak hudbu tak také cvičení. Tlačítka dopředu a dozadu slouží k přepnutí přehrávané stopy. Středové tlačítko má dvě funkce. Hlasové informace o cvičení – aktuální vzdálenost, čas a tempo při stisknutí jednou, při přidržení tlačítka iPod začne přehrávat "Power Song" – stopu zvolenou uživatelem, určenou pro zvýšení motivace.

## Online integrace
Kromě sledování osobních statistik Nike+ je také integrován přímo do webových stránek Nike. Data o cvičení mohou být automaticky odeslány na webové stránky Nike při synchronizování iPodu s iTunes. V případě využití iPhone 3GS, iPhone 4 a iPhone 4S, je zde také možné sledovat přesnou trasu vašeho běhu, v jakých částech vašeho běhu jste byli rychlejší, či převýšení vaší uběhnuté trasy.